# Грин, Герберт
Герберт (Берт) Сидней Грин (англ. Herbert (Bert) Sydney Green; 17 декабря 1920 – 16 февраля, 1999) – британский физик, докторант Нобелевского лауреата Макса Борна в Эдинбурге. Макс Борн и Берт Грин внесли вклад в создание современной кинетической теории. Берт Грин соответствует букве "Г" в аббревиатуре «цепочка ББГКИ».

## Биография
Родился в  Ипсуиче, Англия, в 1947 году защитил докторскую диссертацию в Эдинбургском университете на тему Единая квантовая электродинамика (A Unitary Quantum Electrodynamics).
С 1951 года до своей кончины в 1999 году, Грин преподавал математическую физику в Университете Аделаиды, Австралия.
У Грина осталось двое детей—Джоанна Грин и Рой Грин (декан нескольких школ менеджмента по всему миру, включая NUIG, Ирландия и MGSM, Сидней)

## Публикации
Грин известен своей книгой:
- H.S. Green, Information Theory and Quantum Physics: Physical Foundations for Understanding the Conscious Process, Springer, 2000, ISBN 3-540-66517-X.

- Грин, Херберт Сидней. Матричная квантовая механика = Matrix mechanics / Пер. с англ. Б. А. Лысова, под ред. и предисл. А. А. Соколова, с предисл. М. Борна. — М.: Либроком, 2009. — 162 с.